# Joan Smalls
Joan Smalls (ur. 11 lipca 1988, San Juan) – portorykańska modelka. Po ukończeniu szkoły średniej przeprowadziła się do Nowego Jorku. W 2009 roku zawarła umowę z agencją modelek IMG Models, co miało olbrzymi wpływ na jej karierę. Popularność zyskała głównie dzięki pokazom dla domu mody Givenchy.